# Поток генов

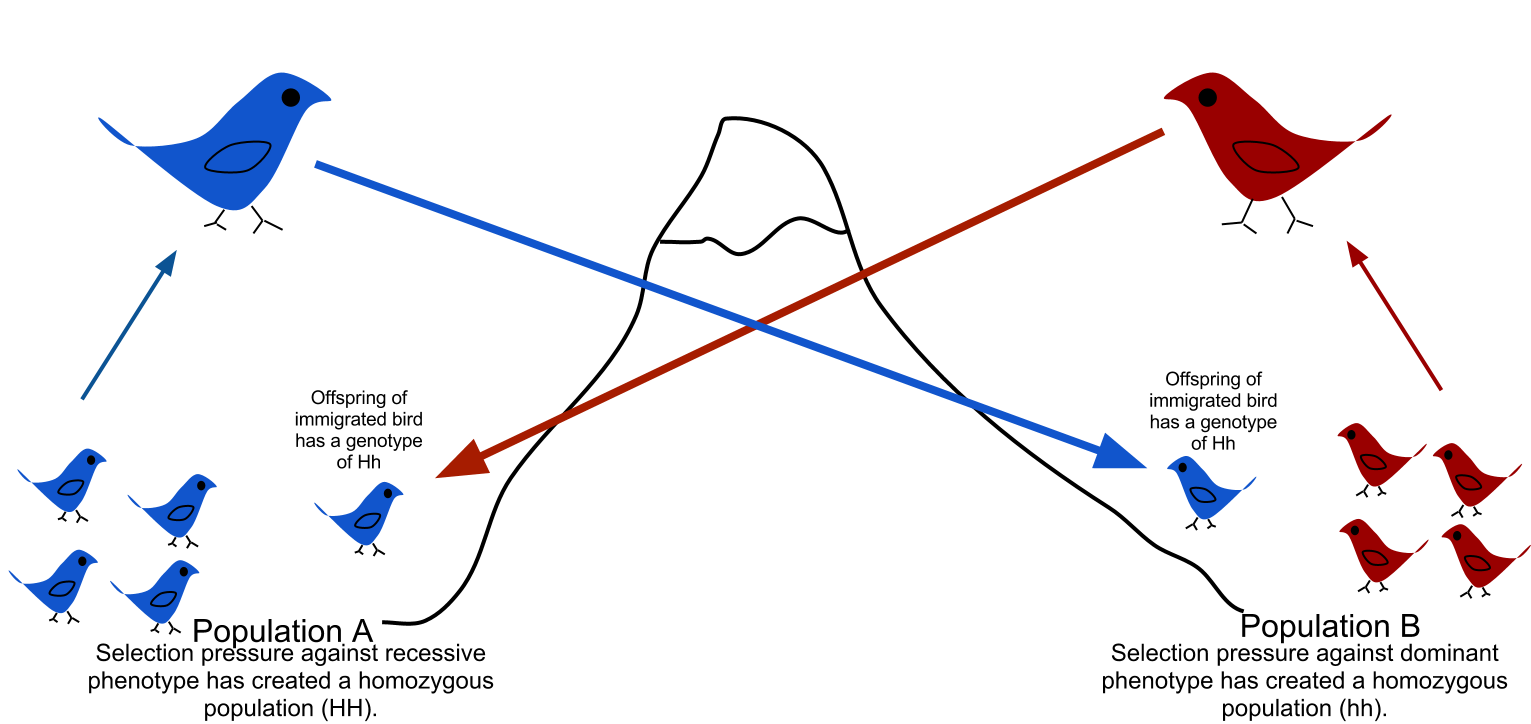
Поток генов — передача аллелей из одной популяции в другую через иммиграцию особей

Перенос (поток) генов, геноток (англ. gene flow, gene migration) в популяционной генетике — перенос аллелей генов из одной популяции в другую.
Миграция в популяцию или из неё может привести к значительным изменениям частот аллелей, так как при этом изменяется доля членов популяции, несущих данный аллель. Иммиграция также может привести к появлению новых вариантов генов в стабильный пул генов вида в целом или отдельной популяции.
На скорость переноса генов между популяциями влияют несколько факторов. Один из наиболее значимых факторов — подвижность. Чем выше подвижность у вида, тем выше потенциал миграции. Животные обычно подвижнее, чем растения, хотя пыльца и семена могут переноситься на значительные расстояния ветром и животными.
Постоянный перенос генов между популяциями может привести к объединению двух пулов генов, снижать генетические различия между ними. Поэтому считают, что перенос генов действует против видообразования.
Например, соседство генетически модифицированных растений (например, кукурузы) с немодифицированными может привести к опылению немодифицированных растений пыльцой от модифицированных.

## Преграды переноса генов
Физические преграды, как правило, хотя и не всегда, являются природными. Непреодолимые горные вершины, океан, пустыни. В некоторых случаях это могут быть и преграды, сделанные человеком, например, Великая китайская стена. Растения с одной стороны стены несут значительные генетические отличия, так как процесс переноса генов преграждается стеной.

## Перенос генов у человека
В США показан перенос генов между потомками европейцев и негров из Западной Африки, которые относительно недавно живут рядом. Аллели генов, препятствующие развитию малярии, широко распространённые среди негров в Западной Африке, мало распространены в европейской популяции. Показано также, что перенос генов между европейцами и неграми из Западной Африки значительно выше в северных США, чем в южных.

## Перенос генов между видами
Перенос генов между видами может происходить в результате гибридизации, либо путём переноса бактериями или вирусами.

### Генетическое загрязнение
Чистокровные, естественно эволюционировавшие виды, обитающие в определённом регионе, могут масштабно исчезнуть в результате генетического загрязнения (genetic pollution) — неконтролируемой гибридизации, интрогрессии (приобретения генов другого вида) или замещения местных генотипов чужими, из-за повышенной пригодности чужих генотипов в данной местности. Некоторый уровень переноса генов может быть естественным, и эволюционно созидательным процессом, и точное соотношение часто не может быть сохранено навсегда, но гибридизация и интрогрессия часто может привести к вымиранию редких видов.

## Облегчение переноса генов
Выращивание генетически модифицированных растений или скота требует защиты окружающих организмов от генетического загрязнения модифицированными генами. Следует предотвращать свободное скрещивание (перекрёстное опыление) модифицированных и немодифицированных организмов.
Существует три варианта предотвращения переноса генов: сделать так, чтобы генетические модификации не попадали в пыльцу, предотвращать образование пыльцы и сохранять пыльцу внутри цветка.
- Первый подход требует создания транспластомных растений, в которых модифицированная ДНК содержится не в ядре, а в хлоропластах. Так как у некоторых растений пыльца не содержит хлоропластов, передача модифицированной ДНК таким образом будет предотвращена.
- Второй подход требует создания стерильных мужских растений, которые не образуют пыльцу.
- Третий подход предотвращает открывание цветков. Клейстогамия естественно встречается у некоторых растений.